# Jora zelená
Jora zelená (Aegithina viridissima) je pták z čeledi jorovití (Aegithinidae), který se vyskytuje v jihovýchodní Asii. Druh popsal francouzský přírodovědec Charles Lucien Bonaparte roku 1850 pod jménem Jora viridissima.

## Výskyt
Jora zelená je druhem orientální oblasti, vyskytuje se od myanmarského Tenasserimu přes Malajský poloostrov až po Velké Sundy (Sumatra, Borneo). Jejím přirozeným prostředím jsou mangrovníkové lesy a primární lesy. Žije spíše v nižších nadmořských výškách, nepřesahujících 825 metrů.
Areál výskytu historicky zahrnoval i Singapur, kde však tento druh vyhynul na začátku 50. let 20. století.

## Popis
Jora zelená se svým vzhledem podobá joře černokřídlé (Aegithina tiphia). Dosahuje velikosti asi 14 cm a vyznačuje se tmavším, olivově zeleným opeřením, jež na křídlech a ocase přechází do černé. Ohledně zbarvení se objevuje částečný pohlavní dimorfismus, protože křídla samců jsou zdobena bělavými proužky, zatímco u samic jsou tyto proužky žluté. Okolo očí se u obou pohlaví objevuje žlutý kroužek, jenž je však u samců o něco výraznější. Zobák má černou barvu.
Jora zelená se obvykle krmí v malých skupinkách, přičemž se typicky soustředí do svrchních stromových pater (baldachýnu). Živí se především hmyzem, který sbírá z listí a větví. Hnízdní návyky jsou podobné jako v případě příbuzné jory černokřídlé, která si staví hluboké šálkovité hnízdo, do něhož naklade snůšku čítající dvě až čtyři vajíčka, jež jsou růžově bílá, s nahnědlými či nafialovělými skvrnkami. Jora zelená představuje jednoho z hostitelů pro kukačku vavřínovou (Cacomantis sonneratii), která se řadí mezi hnízdní parazity.
Zvukový projev tvoří jemné vysoké sípavé tse-tseew! tse-tseew!.

## Ohrožení
Mezinárodní svaz ochrany přírody (IUCN) ve svém vyhodnocení stavu ohrožení z roku 2016 považuje joru zelenou za téměř ohrožený druh. Byť celková velikost populace nebyla kvantifikována, IUCN předpokládá její mírný pokles v důsledku pokračující ztráty původních lesních porostů, které jsou káceny kvůli těžbě dřeva, či ustupují zemědělským plochám. Tento ekologický problém se týká celého regionu jihovýchodní Asie. Jory jsou však, co se týče disturbance jejich přirozených stanovišť, oproti jiným druhům poměrně tolerantní a mohou obývat i vzrostlé druhotné lesy, či lesy vystavené těžbě dřeva.